# 善光寺ロープウェイ

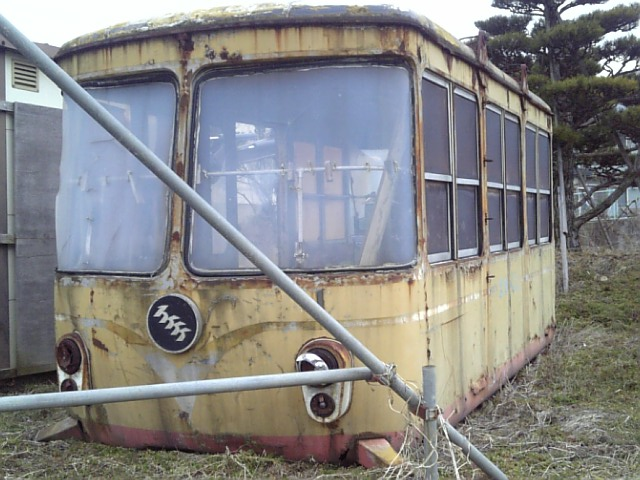
善光寺ロープウェイで使われていたゴンドラ（とがくし)

善光寺ロープウェイ（ぜんこうじロープウェイ）は、かつて長野県長野市の地附山（じづきやま）にあった索道（ロープウェイ）。善光寺ロープウエイ（ぜんこうじロープウエイ）や地附山ロープウェイ(じづきやまロープウェイ)とも呼ばれていた。

## 概要
1960年（昭和35年）6月、観光都市を目指した長野市は、五か年計画による観光開発案を策定した。これは、善光寺を観光の中心にし、その周辺の大峰山、地附山、飯縄高原一帯を観光地に開発しようとするものだった。
地元資金によって設立された長野国際観光株式会社は、地附山を中心に観光開発に取り組み、1961年（昭和36年）春の善光寺御開帳と長野産業文化博覧会に合わせ、雲上殿近くから地附山頂までロープウェイが設置され、3月20日に開通し、山麓駅の雲上台駅と山頂駅の地附山頂駅との間で運転を開始した。当時ゴンドラは長野県下で初めてで、雲上台駅の駅舎は鉄筋で食堂もあり(後に付近にヘルスケアセンターも開設)、その規模は全国一と言われた。
山頂には、長野平を見下ろす食堂、飛行塔を中心とした遊園地、メインであるライオンもいた動物園、Tバー一基の小さなスキー場、池までを繋いだ観光リフトがあり、とても賑わっていた。しかし、1964年（昭和39年）8月に戸隠バードラインが完成した事により地附山が通過点となってしまい、地附山観光は痛手となってしまった。昭和40年頃までは盛況だったが、1971年（昭和46年）に長野国際観光は閉鎖し、ロープウェイは市開発公社に移譲され、転機を図るものの1974年（昭和49年）4月に運休、1975年（昭和50年）10月に廃止となる。なお、バードライン開通時前後には大峰山までの延伸計画もあった。

## 路線データ
- 索道の方式：3線交走式
- 延長：685m
- 水平長：570 m
- 傾斜長：612.09 m
- 高低差：235 m
- 支索の最急勾配：29°
- 支柱：2基
- 最高支柱高：20m
- 支索：52mmダブルロックドコイル
- 曳索：22mmフイラー型
- 尾索：20mmフイラー型
- 主動原動機：100HP
- 予備原動機：30HP
- 搬器の名称：いいづな/とがくし
- 機器の自重：1800 kg
- 機器の製造年月：1961年（昭和36年）2月
- 最大乗車人数：41人(ガイド含む)
- 走行時間：約5分
- 秒速：3.6m
- 毎時最大輸送人員：約1000人
- 運賃：往復140円

## 現在
雲上台駅は取り壊され、土台の石垣が残っている。山頂駅も土台が残っており、現在はFMぜんこうじの送信所として使われている。
また遊園地があった場所は、テレビ局の送信所があり、長野県警の白バイ隊のトライアルの練習場もある。周辺には当時の名残がいくつも点在している。

搬器は、廃止後に倉庫として使われていたようだが二台とも存在している。

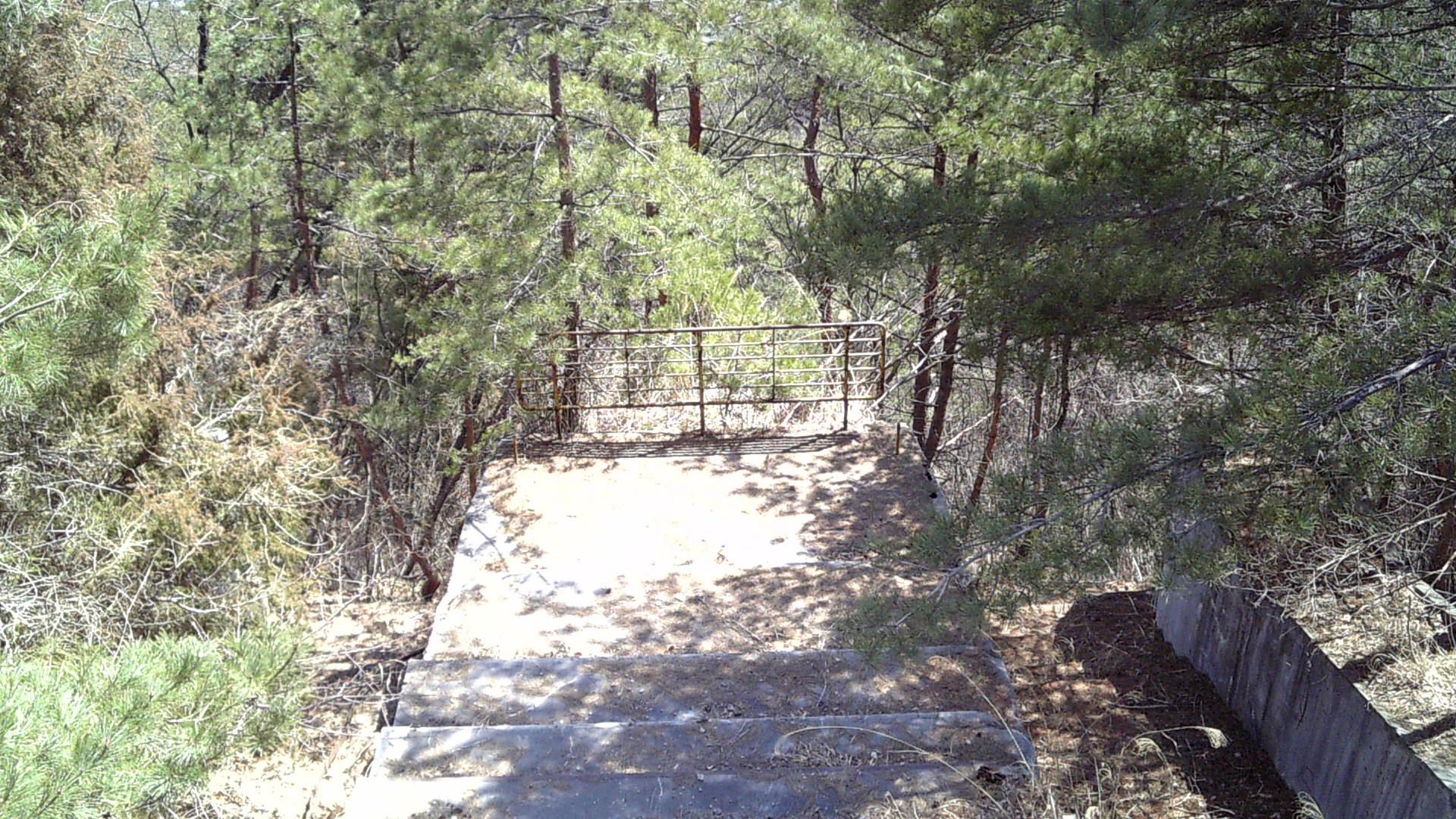
現在の善光寺ロープウェイ山頂駅跡
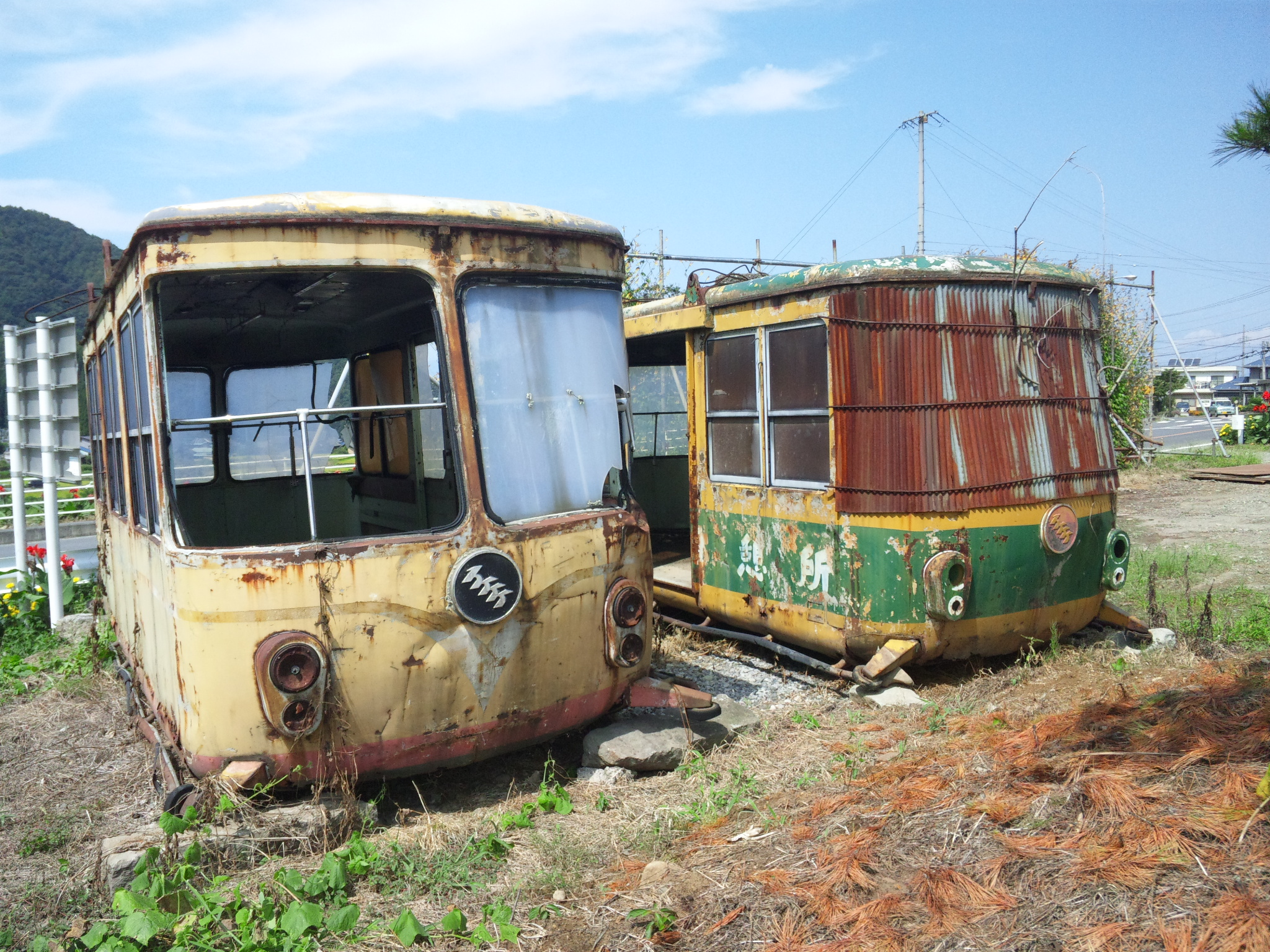
ゴンドラの現状
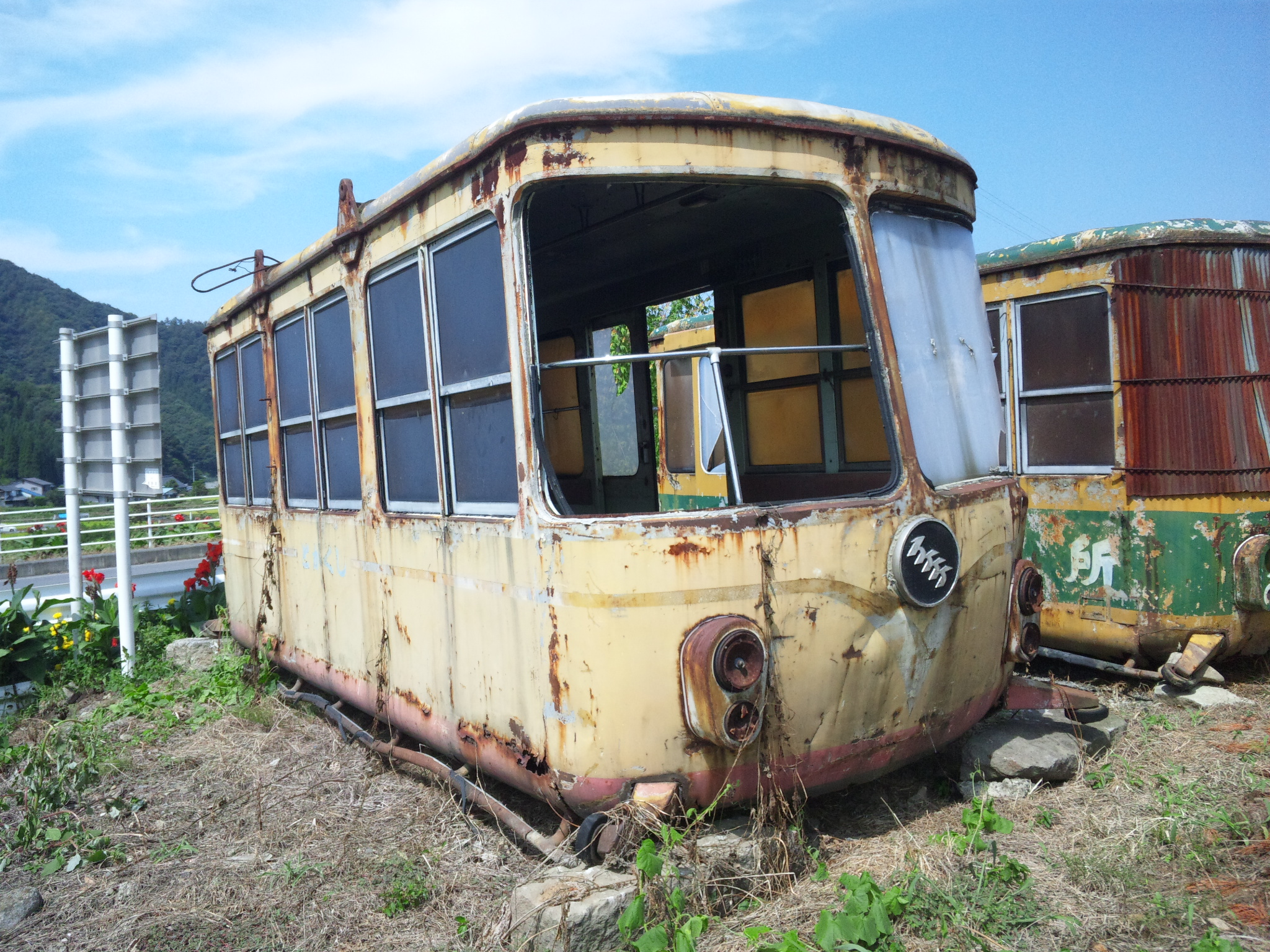
ゴンドラ(とがくし)
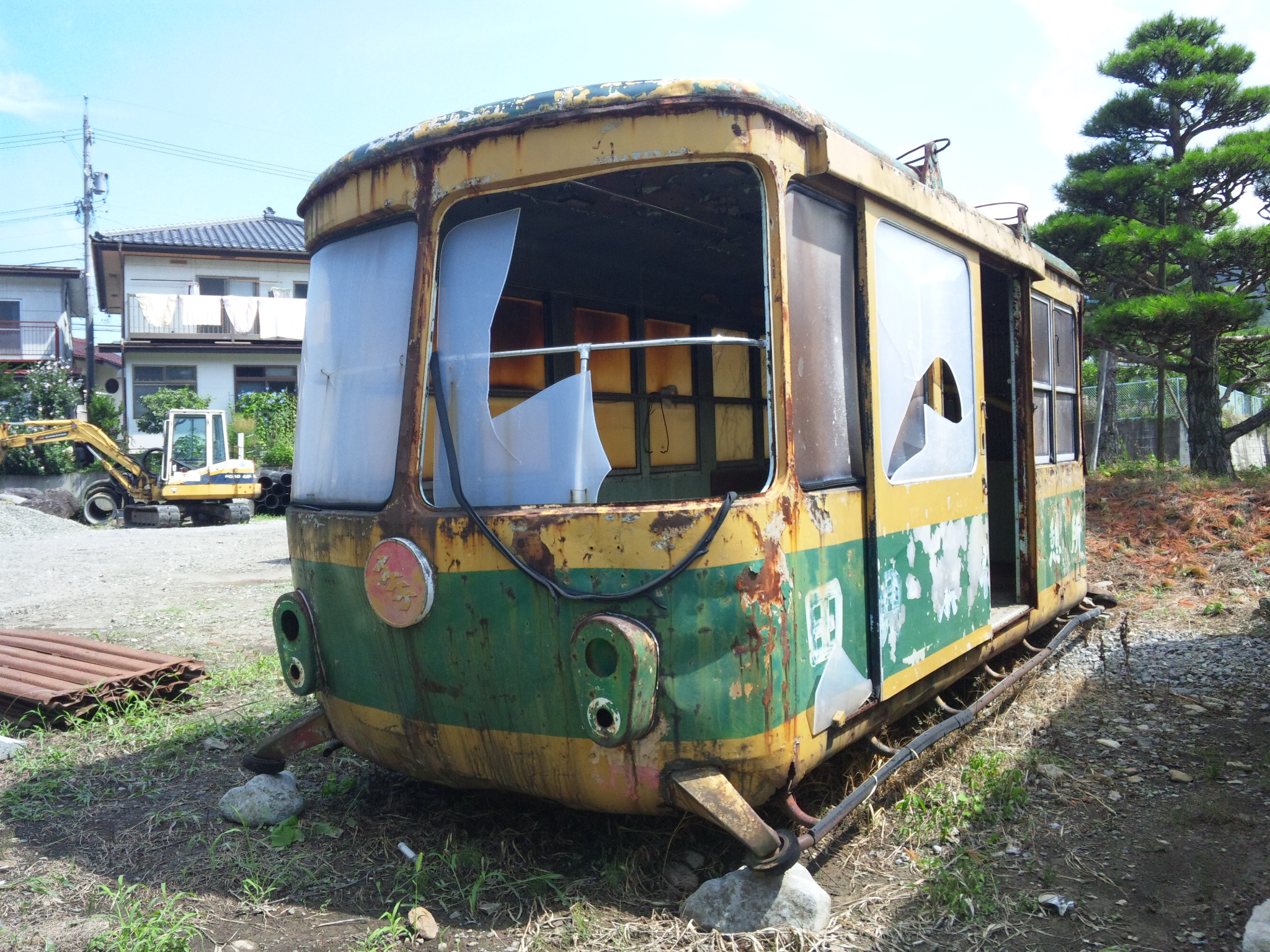
ゴンドラ(いいづな)